# Cylindromyia fuscipennis
Cylindromyia fuscipennis är en tvåvingeart som först beskrevs av Christian Rudolph Wilhelm Wiedemann 1819.  Cylindromyia fuscipennis ingår i släktet Cylindromyia och familjen parasitflugor. Inga underarter finns listade i Catalogue of Life.